# Bosque Municipal Dr. Martin Lutero
O Bosque Municipal Dr. Martin Lutero (também denominado Bosque Boa Vista) é um logradouro da cidade de Curitiba, capital do estado do Paraná. Localiza-se no bairro homônimo, no setor norte da cidade, e compreende uma área de 11 682 m², dos quais 7 000 m² são de bosques naturais, restantes da antiga mata de araucárias que revestia quase o total da região. Há presença de plantas como os pinheiros, canelas, pinheiros bravos, pitangueiras, guabirobeiras, etc. O local possui playground e canchas de esportes.
Em 10 de novembro de 1996, o bosque ganhou uma denominação oficial, passando a também ser conhecido por "Bosque Municipal Dr. Martin Lutero", como homenagem ao reformador alemão e líder da reforma e renovação da Igreja no século XVI.